# Videotraka
Videotraka je snimka slike i zvuka na magnetskoj traci, za razliku od filmske trake, koja se koristi kod snimanja filmova, ili pak digitalnih medija (s nasumičnim pristupom). Videotrake se ujedno koriste za pohranu znanstvenih i medicinskih podataka, kao što su podaci koje generira elektrokardiogram. U većini slučajeva, videoglava sa spiralnim očitavanjem rotira prislonjena na pokretnu traku kako bi snimila podatke u dvije dimenzije, jer video signali imaju vrlo visoku propusnost, pa bi statična glava zahtijevala izuzetno visoku brzinu prolaska trake. Informacije se na traku mogu snimati u analognom (VHS, Hi8), ali i u digitalnom obliku (miniDV).
Videotraka se koristi u tračnim videosnimačima (VTR, video tape recorder) ili, češće, u snimačima video kazeta (VCR, video cassette recorder), koje kolokvijalno nazivamo videorekorderima. Međutim zbog toga što traka linearno pohranjuje informacije, izgubila je značaj u odnosu na današnje uobičajeno nelinearno (random access) digitalno snimanje.